# Molly O'Day
Molly O'Day (née Suzanne Dobson Noonan le 16 octobre 1911 et morte le 15 octobre 1998) fut, comme sa sœur Sally O'Neil, une actrice américaine.

## Biographie
Molly O'Day était la benjamine d'une fratrie de onze enfants. Sa mère, Hannah Kelly, était chanteuse au Metropolitan Opera et son père, Thomas Francis Patrick Noonan, était juge. Il mourut prématurément, obligeant sa femme à abandonner sa carrière pour se consacrer à l'éducation de leurs enfants.
Sa première apparition à l'écran date de 1926, où elle tourna dans Scandale à Hollywood, le deuxième film que tournèrent ensemble Stan Laurel et Oliver Hardy. Elle joua ensuite dans Les Petites Canailles, une série américaine de courts films de comédie créée par Hal Roach et devint une WAMPAS Baby Star en 1928 (sa sœur, Sally O'Neil, l'avait été en 1926).
Son dernier film fut Skull and Crown, en 1935.
Elle fait partie du Hollywood Walk of Fame au 1708 Vine Street.

## Vie privée
Elle est décédée en Californie à l'âge de 89 ans, le 15 octobre 1998. 
Elle a épousé l'acteur Jack Durant avec qui elle a eu quatre enfants et a divorcé en 1951. 
Elle s'est remariée par la suite avec un homme riche mais violent, dont elle a divorcé en 1956.

## Filmographie partielle
- 1926 : Scandale à Hollywood (45 Minutes from Hollywood) de Fred Guiol : la sœur d'Orville
- 1927 : Son plus beau combat (The Patent Leather Kid) d'Alfred Santell : Curley Boyle
- 1928 : The Little Shepherd of Kingdom Come d'Alfred Santell : Melissa Turner
- 1928 : Le Pâtre des collines (The Shepherd of the Hills) de Albert S. Rogell
- 1929 : The Show of Shows de John G. Adolfi : Artiste dans le show Meet My Sister
- 1931 : Sea Devils de Joseph Levering : Ann McCall
- 1933 : Gigolettes of Paris d'Alphonse Martell : Paulette
- 1933 : Skull and Crown d'Elmer Clifton : Ann Norton
- 1934 : Le Calvaire de Flora Winters (The Life of Vergie Winters) d'Alfred Santell